# Городище (Дондушенський район)
Городище, Городіште (рум. Horodişte) — село в Молдові в Дондушенському районі. Утворює окрему комуну.

## Відомі люди
- Друце Йон Пантелійович — молдовський письменник.

| Молдова | Це незавершена стаття з географії Молдови. Ви можете допомогти проєкту, виправивши або дописавши її. |

1. ↑  Перепис населення Молдови (2014) — 2017.